# Heinz Wewetzer
Heinz Wewetzer (* 5. September 1927; † 4. September 2001) war ein deutscher Fußballspieler, der als Aktiver von Hannover 96 im Jahre 1954 die deutsche Fußballmeisterschaft errungen hat. Der im damaligen WM-System zumeist auf Rechtsaußen im Angriff agierende Stürmer, absolvierte für die „Roten“ von 1950 bis 1960 insgesamt 254 Ligaspiele in der Fußball-Oberliga Nord und erzielte 102 Tore.

## Sportliche Laufbahn
Der Stürmer Heinz Wewetzer wechselte 1950 von den Schwarz-Weißen des BV Werder Hannover aus der Amateurliga Niedersachsen zur Oberligamannschaft von Hannover 96. Nach dem Aufstieg mit den „Schwarzen Husaren“ von der Schulenburger Landstraße in der Saison 1949/50 in die Amateur-Oberliga West, wurde er Vertragsspieler bei den „96er“, für die er bis 1960 spielte. Neben Wewetzer bekamen im Sommer 1950 auch noch Werner Müller und Ludwig Pöhler einen Vertrag. Da mit Willi Hundertmark, Hans Krämer, Erich Loth und Hans Tkotz vier leistungsstarke Akteure im Jahr zuvor, 1949/50, zum Spielerkader gekommen waren, wird der 11. Rang im Debütjahr von Wewetzer nur über die Unruhe auf der Trainerbank erklärlich: mit Robert Fuchs (bis September 1950), Slopianka-Hoppe (bis Dezember 1950) und ab dem 1. Januar 1951 ein vereinsinternes Dreier-Gremium um Kögel, Bieritz und Neckar, waren in der Trainingsleitung beschäftigt. Der Neuzugang von Werder Hannover debütierte am 4. September 1950 beim 2:2-Remis gegen den VfB Oldenburg in der Oberliga Nord. In der 42. Minute hatte er „96“ mit 2:1 in Führung gebracht. Er kam auf 27 Einsätze und erzielte neun Treffer an der Seite von Torjäger Erich Loth (20 Tore). Auch unter dem neuen Trainer Emil Iszo kam das Team um den 13-maligen Torschützen Wewetzer in der Saison 1951/52 nicht über den 11. Platz hinaus. Besserung trat im dritten Oberligajahr von Wewetzer ein, 1952/53, als mit Helmut Kronsbein ein neuer Mann das Traineramt übernahm und die Neuzugänge Hannes Kirk und Rolf Paetz sich sofort als Verstärkungen erwiesen. Wewetzer absolvierte alle 30 Rundenspiele und erzielt als Außenstürmer 17 Tore; Hannover 96 erreichte den siebten Rang in der Nordoberliga.
In der Saison 1953/54 gewann Hannover 96 überraschend die Meisterschaft der Oberliga Nord und qualifizierte sich für die Teilnahme an der Endrunde zur deutschen Fußballmeisterschaft. Die Oberligarunde hatten die 96er am 9. August 1953 mit einem 1:0-Heimerfolg gegen den Nordserienmeister Hamburger SV eröffnet. Nach dem elften Spieltag, den 1. November 1953, führten Wewetzer und Kollegen die Tabelle mit 22:0 Punkten an, mit neun Punkten Vorsprung vor den Verfolgern. In 29 Spielen erzielte der Flügelstürmer 18 Tore. Am 23. Mai 1954 stand er mit Hannover im Finale um die DFB-Fußballmeisterschaft, welches die Kronsbein-Elf gegen den eindeutigen Favoriten 1. FC Kaiserslautern mit 5:1 Toren gewann. Wewetzer schoss in diesem Spiel ein Tor.
Ebenfalls kam er zu einem Einsatz im DFB-Pokal. Beim 3:6 gegen Kickers Offenbach schoss er zwei Tore. Zur Vizemeisterschaft 1955/56 steuerte er in 29 Ligaspielen 16 Tore bei. Insgesamt werden für ihn in den Endrunden 1954 und 1956 zwölf Spiele mit drei Toren notiert.
Unter Trainer Fritz Silken war Wewetzer 1958/59 mit 23 Ligaeinsätzen und acht Toren noch Stammspieler. Nachdem er in der Saison 1959/60 nur noch zu neun Einsätzen in der Oberliga gekommen war, in denen er vier Tore erzielte, beendete er 1960 seine Vertragsspielerlaufbahn und kehrte zu Werder Hannover zurück. Zwischenzeitlich gehörten mit Walter Gawletta und Herbert Weinberg jüngere Flügelstürmer dem „96er“-Kader an. Mit dem Einsatz am 24. April 1960 beim 4:2-Auswärtserfolg bei Bremerhaven 93 endete seine Spielerlaufbahn in der damals erstklassigen Oberliga Nord. Im Angriff waren die „Roten“ in Bremerhaven mit Wewetzer, Hubert Wiezorek, Heinz Fischer, Gerhard Gollnow und Georg Kellermann angetreten. Der beruflich als Schlosser tätige Offensivspieler führt die 96-Annalen der Oberligaära als Rekordschütze wie auch als Rekordspieler an.
Er kam 1953 und 1956 zu zwei Auswahlspielen für den Norddeutschen Fußball-Verband und wurde 1959 zwei Mal von Hannover im Messepokal gegen AS Rom eingesetzt.